# Dick Miller
Richard Miller ((25 de desembre de 1928 - 30 de gener de 2019) va ser un actor de personatges estatunidenc que va aparèixer en més de 180 pel·lícules, ncloent molts produïts per Roger Corman. Més tard va aparèixer a les pel·lícules de directors que van començar la seva carrera amb Corman, com Joe Dante, James Cameron i Martin Scorsese, amb la distinció d'aparèixer a totes les pel·lícules dirigides per Dante. Era conegut per interpretar l'assetjat everyman, sovint en aparicions en una sola escena.
Miller ha interpretat papers principals a les pel·lícules Not of This Earth (1957), Una galleda de sang (1959), La botiga dels horrors (1960), Piranya (1978), Udols (1981), Gremlins, Terminator (ambdues de 1984), Exploradors (1985), Chopping Mall, El terror truca a la porta (both 1986), The 'Burbs (1989), Gremlins 2: la nova generació (1990), Quake (1992), and Small Soldiers (1998).

## Primers anys
Miller va néixer el dia de Nadal de 1928 a The Bronx, Nova York, fill d'immigrants de la jueus russos, Rita ( Blucher), cantant d'òpera, i Ira Miller, impressor. Va fer un període de servei a l'Armada dels Estats Units. Miller va assistir al City College of New York, Universitat de Colúmbia i Universitat de Nova York, aconseguint finalment un PhD en psicologia. Va ser escriptor abans de dedicar-se a la interpretació.

## Carrera
Mentre treballava com a psicòleg graduat, Miller va actuar al Broadway i també va treballar al Bellevue Hospital Mental Hygiene Clinic i al departament psiquiàtric del Queens General Hospital. El 1952, es va traslladar a Califòrnia buscant feina com a escriptor. Un dels seus primers papers com a actor va ser a Apache Woman (1955). Va interpretar un dels habitants del poble i també un paper separat com a indi. En una escena d'acció, el seu personatge de poble dispara al seu personatge indi, tal com es relata al documental Corman's World.
Entre els papers al cinema descaren White Line Fever, Terminator, All The Right Moves, El terror truca a la porta, Small Soldiers, It Conquered the World, Una galleda de sang, La botiga dels horrors, la pel·lícula de Tales from the Crypt movie Demon Knight, Amazon Women on the Moon, Chopping Mall, Udols, Piranya i I Wanna Hold Your Hand. Els seus papers més coneguts foresn a les pel·lícules Gremlins i Gremlins 2: la nova generació com a Murray Futterman. Va aparèixer a Pulp Fiction com a Monster Joe, però la seva escena i algunes altres van ser esborrades a causa de la durada de la pel·lícula. També va aparèixer al vídeo de Rod Stewart per a la cançó "Infatuation" el 1984, amb Mike Mazurki i Kay Lenz.
Els seus crèdits a televisió inclouen com a vilatà al western televisiu de 1963 Gunsmoke ("Carter Caper" de la T9E8), a Combat!, com a jove soldat a l'episodi de la 5a temporada "The Outsider"; Police Squad! (una sèrie de falsificacions del crim dels anys 80 amb Leslie Nielsen); V: The Final Battle com a Dan Pascal; tres temporades com el generós cambrer Lou Mackie a Fame; Star Trek: La nova generació, a l'episodi de la temporada 1 "L'adéu final", com a home de quiosc de diaris a l'holocoberta; Star Trek: Deep Space Nine, a l'episodi de dues parts de la temporada 3 "Past Tense", com Vin; Time of Your Life; com a guàrdia de la presó a Soap (1979); i com la veu del gàngster Chuckie Sol al llargmetratge d'animació Batman: Mask of the Phantasm. També va dirigir programes de televisió, inclòs "The Fix", un episodi de 1986 de la sèrie Miami Vice.
L'any 2000, Miller va aparèixer al costat d'antics col·laboradors com Roger Corman, Sam Arkoff i Peter Bogdanovich al documental SCHLOCK! The Secret History of American Movies, una pel·lícula sobre l'auge i la caiguda del cinema d'explotació nord-americà. El 2014 va aparèixer en un documental de la seva vida, That Guy Dick Miller. També se li atribueix haver aparegut en un videojoc de CD de Sega, Prize Fighter, com a segon per al personatge principal.

### Walter Paisley

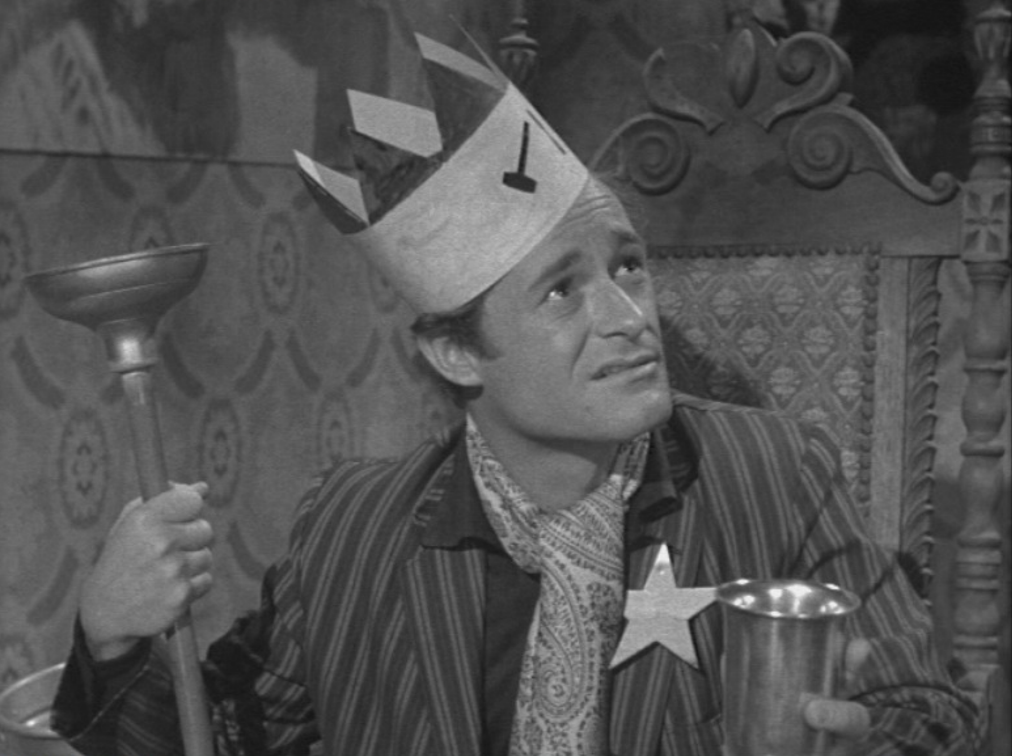
Miller a Una galleda de sang (1959)

Al llarg de la seva carrera, Miller va retratar diversos personatges de ficció, tots anomenats Walter Paisley. Una vegada va assenyalar: "Crec que he interpretat a Walter Paisley cinc vegades". L'any 2011, el nom del personatge havia aparegut sis vegades als crèdits d'actuació de Miller, i dues vegades més amb altres actors a l'escenari i a la pantalla. El nom va aparèixer per primera vegada a la pel·lícula de Roger Corman Una galleda de sang, amb una història centrada en Paisley, un cambrer que es converteix en una mena d'artista matant els seus subjectes i cobrint-los de guix. El 1976, Miller va tornar a interpretar a Walter Paisley —aquesta vegada, un agent de talent i antic actor— en una altra producció de Corman, Hollywood Boulevard, dirigida per Allan Arkush i Joe Dante. En una escena de la pel·lícula, Miller es veu a la pantalla en un autocinema a la projecció de El terror, juntament amb el nom de Paisley, aquest n'era una de diverses referències Corman/American International i bromes en la producció acabada.
Dante va interpretar a Miller com un altre Walter Paisley, el propietari d'una llibreria ocultista, a la pel·lícula de 1981 Udols. Dos anys més tard, el nom va tornar a aparèixer unit a un altre paper de Miller, aquesta vegada com a propietari d'un restaurant al tercer segment de Twilight Zone: The Movie. La pel·lícula de terror de 1986 Chopping Mall va comptar amb un conserge anomenat Walter Paisley; i el remake fet per a la televisió de 1994 de Shake, Rattle and Rock! va fer que Miller interpretés a un policia, l'oficial Paisley. L'oficial Paisley també va aparèixer a El terror truca a la porta. Miller va interpretar una variació del paper per última vegada a la seva darrera pel·lícula, estrenada pòstumament, Hanukkah. Dos altres actors han interpretat a Walter Paisley de Una galleda de sang: Anthony Michael Hall al remake de televisió de 1995; i James Stanton a l'adaptació musical produïda pel Annoyance Theatre de Chicago.

## Vida personal
Miller es va casar amb Lainie (Sheila Elaine Halpern) el 6 d'octubre de 1959 i van tenir una filla junts, Barbara.

## Mort
Miller va morir als 90 anys d'un atac de cor el 30 de gener de 2019, mentre era tractat per una pneumònia a Toluca Lake (Los Angeles).

## Filmografia

### Televisió
| Any       | Títol                                        | Paper             | Director                      | Notes                                               |
| --------- | -------------------------------------------- | ----------------- | ----------------------------- | --------------------------------------------------- |
| 1967      | Dragnet 1967                                 | Harry Johnson     | Jack Webb                     | Episodi: "The Shooting"                             |
| 1979      | Taxi                                         | Ernie the Waiter  | James Burrows                 | Episodi: "The Lighter Side of Angela Matusa"        |
| 1979      | Soap                                         | The Guard         | John Bowab                    | Episodi: # 2.19                                     |
| 1982      | Police Squad!                                | Vic               | Joe Dante                     | Episodi: "Testimony of Evil (Dead Men Don't Laugh)" |
| 1982      | Taxi                                         | Fergie            | Michael Zinberg               | Episodi: "Travels With My Dad"                      |
| 1984      | V: The Final Battle                          | Dan Pascal        | Richard T. Heffron            | 1 Episodi                                           |
| 1984-1987 | Fame                                         | Lou Mackie        | Diversos                      | Paper recurrent (30 episodis)                       |
| 1988      | Star Trek: La nova generació                 | News Stand Vendor | Joseph L. Scanlon             | Episodi: "L'adéu final"                             |
| 1990-1991 | The Flash                                    | Fosnight          | Diversos                      | 6 episodis                                          |
| 1993      | Fallen Angels                                | Carl              | Diversos                      | 2 episodis                                          |
| 1994      | Rebel Highway                                | Roy Farrell       | Joe Dante i Allan Arkush      | 2 episodis                                          |
| 1994      | Batman: The Animated Series                  | Boxy Bennett      | Bruce Timm                    | Veu, 2 episodis                                     |
| 1994      | Lois & Clark: The New Adventures of Superman | Mike Lane         | Robert Singer                 | Episodi: "Church of Metropolis"                     |
| 1995      | Star Trek: Deep Space Nine                   | Vin               | Reza Badiyi i Jonathan Frakes | Episodi: "Past Tense"                               |
| 2005      | Justice League Unlimited                     | Oberon            | Bruce Timm                    | Veu, episodi: "The Ties that Bind"                  |

### Cinema
| Any  | Títol                                 | Paper                                  | Director                    | Notes                                                                       |
| ---- | ------------------------------------- | -------------------------------------- | --------------------------- | --------------------------------------------------------------------------- |
| 1955 | Apache Woman                          | Tall Tree                              | Roger Corman                |                                                                             |
| 1956 | The Oklahoma Woman                    | The Bartender                          | Roger Corman                |                                                                             |
| 1956 | Gunslinger                            | Jimmy Tonto                            | Roger Corman                |                                                                             |
| 1956 | It Conquered the World                | Sergeant Neil                          | Roger Corman                |                                                                             |
| 1957 | Naked Paradise                        | Mitch                                  | Roger Corman                |                                                                             |
| 1957 | Not of This Earth                     | Joe Piper                              | Roger Corman                |                                                                             |
| 1957 | The Undead                            | The Leper                              | Roger Corman                |                                                                             |
| 1957 | Rock All Night                        | "Shorty"                               | Roger Corman                |                                                                             |
| 1957 | Sorority Girl                         | Mort                                   | Roger Corman                |                                                                             |
| 1957 | Carnival Rock                         | Benny                                  | Roger Corman                |                                                                             |
| 1958 | War of the Satellites                 | Dave Boyer                             | Roger Corman                |                                                                             |
| 1959 | Una galleda de sang                   | Walter Paisley                         | Roger Corman                |                                                                             |
| 1960 | La botiga dels horrors                | Burson Fouch                           | Roger Corman                |                                                                             |
| 1961 | Atlas                                 | Soldat grec                            | Roger Corman                | No acreditat                                                                |
| 1961 | Capture That Capsule                  | Ed Nowak                               | Will Zens                   |                                                                             |
| 1962 | Premature Burial                      | "Mole"                                 | Roger Corman                |                                                                             |
| 1963 | El terror                             | Stefan                                 | Roger Corman                |                                                                             |
| 1963 | L'home amb raigs X als ulls           | Heckler                                | Roger Corman                | No acreditat                                                                |
| 1965 | The Girls on the Beach                | First Waiter                           | William Witney              | No acreditat                                                                |
| 1965 | Ski Party                             | Taxi Driver                            | Alan Rafkin                 | No acreditat                                                                |
| 1965 | Beach Ball                            | Cop #1                                 | Lennie Weinrib              |                                                                             |
| 1966 | Wild Wild Winter                      | Rilk                                   | Lennie Weinrib              |                                                                             |
| 1966 | The Wild Angels                       | Rigger                                 | Roger Corman                |                                                                             |
| 1967 | Els dotze del patíbul                 | MP al patíbul                          | Robert Aldrich              | No acreditat                                                                |
| 1967 | The St. Valentine's Day Massacre      | Gangster Dressed As A Cop              | Roger Corman                | No acreditat                                                                |
| 1967 | La cavalcada dels maleïts             | Zollicoffer                            | Phil Karlson                |                                                                             |
| 1967 | El viatge                             | Cash                                   | Roger Corman                |                                                                             |
| 1968 | The Wild Racers                       | Pit Crew Mechanic                      | Daniel Haller Roger Corman  |                                                                             |
| 1968 | La llegenda de Lylah Clare            | Reporter At Press Party                | Robert Aldrich              | No acreditat                                                                |
| 1972 | Night Call Nurses                     | Mr. Jensen                             | Jonathan Kaplan             |                                                                             |
| 1973 | The Student Teachers                  | Coach Harris                           | Jonathan Kaplan             |                                                                             |
| 1973 | The Slams                             | Taxista                                | Jonathan Kaplan             |                                                                             |
| 1973 | Acció executiva                       | Rifleman, Team B                       | David Miller                |                                                                             |
| 1973 | The Young Nurses                      | Cop                                    | Clint Kimbrough             |                                                                             |
| 1973 | Fly Me                                | Taxi Driver                            | Cirio Santiago              |                                                                             |
| 1974 | Truck Turner                          | Fogarty                                | Jonathan Kaplan             |                                                                             |
| 1974 | Big bad mama                          | Bonney                                 | Steve Carver                |                                                                             |
| 1974 | Candy Stripe Nurses                   | The Spectator                          | Alan Holleb                 |                                                                             |
| 1974 | Summer School Teachers                | Sam                                    | Barbara Peeters             |                                                                             |
| 1975 | Capone                                | Joe Pryor                              | Steve Carver                |                                                                             |
| 1975 | La cursa de la mort                   | Chicken Gang                           | Paul Bartel                 | No acreditat                                                                |
| 1975 | White Line Fever                      | "Birdie" Corman                        | Jonathan Kaplan             |                                                                             |
| 1975 | Darktown Strutters                    | Officer Hugo                           | William Witney              |                                                                             |
| 1975 | Crazy Mama                            | Wilbur Janeway                         | Jonathan Demme              |                                                                             |
| 1976 | Hollywood Boulevard                   | Walter Paisley                         | Joe Dante                   |                                                                             |
| 1976 | Cannonball                            | Bennie Buckman                         | Paul Bartel                 |                                                                             |
| 1976 | Moving Violation                      | Mack                                   | Charles S. Dubin            |                                                                             |
| 1976 | Vigilante Force                       | The Pianist                            | George Armitage             |                                                                             |
| 1977 | Mr. Billion                           | Bernie                                 | Jonathan Kaplan             |                                                                             |
| 1977 | New York, New York                    | The Palm Club Owner                    | Martin Scorsese             |                                                                             |
| 1977 | Game Show Models                      | The Game Show Host                     | David N. Gottlieb           |                                                                             |
| 1978 | Starhops                              | Jerry                                  | Barbara Peeters             |                                                                             |
| 1978 | I Wanna Hold Your Hand                | Sergeant Brenner                       | Robert Zemeckis             |                                                                             |
| 1978 | Corvette Summer                       | "Mr. Lucky"                            | Matthew Robbins             |                                                                             |
| 1978 | Piranya                               | Buck Gardner                           | Joe Dante                   |                                                                             |
| 1979 | The Lady in Red                       | Patek                                  | Lewis Teague                |                                                                             |
| 1979 | Rock 'n' Roll High School             | Police Chief                           | Allan Arkush                |                                                                             |
| 1979 | 11th Victim                           | Ned, Investigador                      | Jonathan Kaplan             | TV movie                                                                    |
| 1979 | 1941                                  | Officer Miller                         | Steven Spielberg            |                                                                             |
| 1980 | The Happy Hooker Goes Hollywood       | Policia de Nova York                   | Alan Roberts                |                                                                             |
| 1980 | Used Cars                             | Home al llit                           | Robert Zemeckis             |                                                                             |
| 1980 | Dr. Heckyl and Mr. Hype               | Irsil / Orson                          | Charles B. Griffith         |                                                                             |
| 1981 | Udols                                 | Walter Paisley                         | Joe Dante                   |                                                                             |
| 1981 | Smokey Bites the Dust                 | Glen Wilson                            | Charles B. Griffith         |                                                                             |
| 1981 | Heartbeeps                            | Factory Watchman                       | Allan Arkush                |                                                                             |
| 1982 | National Lampoon's Movie Madness      | Dr. Hans Kleiner                       | Bob Giraldi                 | Segment: "Success Wanters"                                                  |
| 1982 | Gos blanc                             | Animal Trainer                         | Samuel Fuller               |                                                                             |
| 1982 | Vortex                                | Bit Part                               | Beth B Scott B              |                                                                             |
| 1982 | The Aftermath                         | Locutor                                | Steve Barkett Ted V. Mikels | Veu                                                                         |
| 1983 | Heart Like a Wheel                    | Mickey White                           | Jonathan Kaplan             |                                                                             |
| 1983 | Twilight Zone: The Movie              | Walter, The Bar Owner                  | Joe Dante                   | Segment: "It's a Good Life"                                                 |
| 1983 | Space Raiders                         | Mel "Crazy Mel"                        | Howard R. Cohen             |                                                                             |
| 1983 | Get Crazy                             | Pare de Susie                          | Allan Arkush                |                                                                             |
| 1983 | All the Right Moves                   | Mestre a l’auditori                    | Michael Chapman             |                                                                             |
| 1983 | Lies                                  | El productor                           | Jim Wheat Ken Wheat         |                                                                             |
| 1984 | Torn de tarda                         | Wallflower At The Swing Shift Jamboree | Jonathan Demme              | No acreditat                                                                |
| 1984 | Gremlins                              | Murray Futterman                       | Joe Dante                   |                                                                             |
| 1984 | Terminator                            | Rob Garrett                            | James Cameron               |                                                                             |
| 1985 | Exploradors                           | Charlie Drake                          | Joe Dante                   |                                                                             |
| 1985 | Quina nit!                            | Pete, Diner Waiter                     | Martin Scorsese             |                                                                             |
| 1986 | Chopping Mall                         | Walter Paisley                         | Jim Wynorski                |                                                                             |
| 1986 | El terror truca a la porta            | Walt                                   | Fred Dekker                 |                                                                             |
| 1986 | Armed Response                        | Steve                                  | Fred Olen Ray               |                                                                             |
| 1987 | Projecte X                            | Max King                               | Jonathan Kaplan             |                                                                             |
| 1987 | Face Like a Frog                      | Max                                    | Sally Cruikshank            |                                                                             |
| 1987 | El xip prodigiós                      | Taxista                                | Joe Dante                   |                                                                             |
| 1987 | Amazon Women on the Moon              | Danny Clayton                          | Divarsos                    | Segment: "The French Ventiloquist's Dummy" (TV cut & DVD only) No acreditat |
| 1988 | Under the Boardwalk                   | Official                               | Fritz Kiersch               |                                                                             |
| 1988 | Angel III: The Final Chapter          | Nick Pellegrini                        | Tom DeSimone                |                                                                             |
| 1988 | Dead Heat                             | Guàrdia de seguretat del ceentari      | Mark Goldblatt              | No acreditat                                                                |
| 1989 | The 'Burbs                            | Vic, l’escombriaire                    | Joe Dante                   |                                                                             |
| 1989 | Far from Home                         | Xeriff Bill Childers                   | Meiert Avis                 |                                                                             |
| 1989 | Ghost Writer                          | Club Manager                           | Kenneth J. Hall             |                                                                             |
| 1990 | Gremlins 2: la nova generació         | Murray Futterman                       | Joe Dante                   |                                                                             |
| 1990 | Mob Boss                              | Mike                                   | Fred Olen Ray               |                                                                             |
| 1991 | Motorama                              | Horseshoe Player                       | Barry Shils                 |                                                                             |
| 1992 | Evil Toons                            | Burt                                   | Fred Olen Ray               |                                                                             |
| 1992 | Body Waves                            | Mr. Matthews                           | P.J. Pesce                  |                                                                             |
| 1992 | Unlawful Entry                        | Impound Clerk                          | Jonathan Kaplan             |                                                                             |
| 1992 | Quake                                 | The Storekeeper                        | Louis Morneau               |                                                                             |
| 1993 | Matinée                               | Herb Denning                           | Joe Dante                   |                                                                             |
| 1993 | Batman: Mask of the Phantasm          | Chuckie Sol                            | Eric Radomski Bruce Timm    | Veu                                                                         |
| 1994 | Pulp Fiction                          | Joe "Monster Joe"                      | Quentin Tarantino           | (escenes eliminades)                                                        |
| 1994 | Mona Must Die                         | Pare Stilicato                         | Donald Reiker               |                                                                             |
| 1995 | Demon Knight                          | Oncle Willy                            | Ernest R. Dickerson         |                                                                             |
| 1995 | Number One Fan                        | The Night Manager                      | Jane Simpson                |                                                                             |
| 1997 | The Second Civil War                  | Eddie O'Neill                          | Joe Dante                   | Telefilm                                                                    |
| 1998 | The Warlord: Battle for the Galaxy    | The Peddler                            | Joe Dante                   | Telefilm                                                                    |
| 1998 | Small Soldiers                        | Joe, The Truck Driver                  | Joe Dante                   |                                                                             |
| 2001 | Route 666                             | The Bartender                          | William Wesley              |                                                                             |
| 2003 | Looney Tunes: De nou en acció         | Cap de seguretat                       | Joe Dante                   |                                                                             |
| 2006 | Trapped Ashes                         | Max                                    | Joe Dante                   | Segments: "Wraparound"                                                      |
| 2007 | Trail of the Screaming Forehead       | Eddie                                  | Larry Blamire               |                                                                             |
| 2009 | The Hole                              | Repartidor de pizzes                   | Joe Dante                   | No acreditat                                                                |
| 2009 | 3rd Shift: Michael's Lament           | L’escultor                             | Christopher D. Grace        |                                                                             |
| 2014 | Burying the Ex                        | Policia rondinaire                     | Joe Dante                   |                                                                             |
| 2014 | That Guy Dick Miller                  | Himself                                | Elijah Drenner              | Documentary                                                                 |
| 2015 | The Adventures of Biffle and Shooster | Walter                                 | Michael Schlesinger         |                                                                             |
| 2015 | Schmo Boat                            | Walter                                 | Michael Schlesinger         | Short                                                                       |
| 2019 | Hanukkah                              | Rabbi Walter Paisley                   | Eben McGarr                 | Estrena pòstuma                                                             |